# Brunalka
Brunalka (Brachyramphus brevirostris) är en fågel i familjen alkor inom ordningen vadarfåglar som förekommer i Berings hav och Alaskagolfen.

## Utseende
Brunalkan är en liten (22–23 cm) alka med mycket kort näbb och tydligt skilda dräkter efter årstid. Sommartid är den genomgående gyllenbrun, tätt fläckad på ovansida och flanker, med vit buk och undergump. I flykten syns smala, spetsiga och mörka vingar som kontrasterar mot den ljusare kroppen. Liggande på vattnet flyter den högt, med den korta stjärten ofta rest.

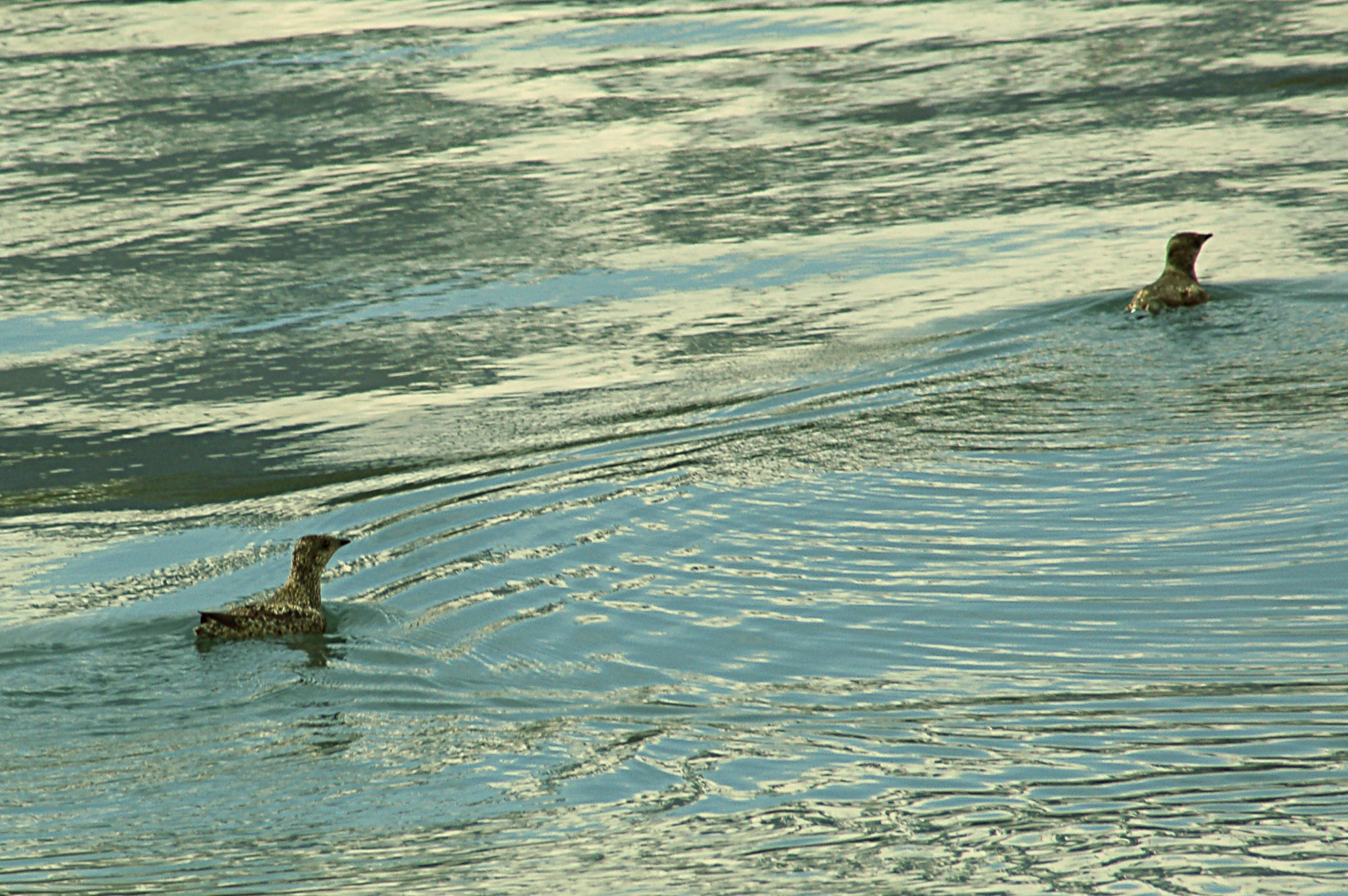
Två brunalkor i häckningsdräkt i Kenai Peninsula Borough, Alaska.

Utanför häckningstid har den en smal, mörkgrå hjässa och grått på nacke och ovansida med tydligt vitt på skapularerna. Ansiktet är mycket vitt, till skillnad från marmoralkan även kring ögat. På halssidan syns en grå fläck som nästan bildar ett halsband. Undersidan är helvit.

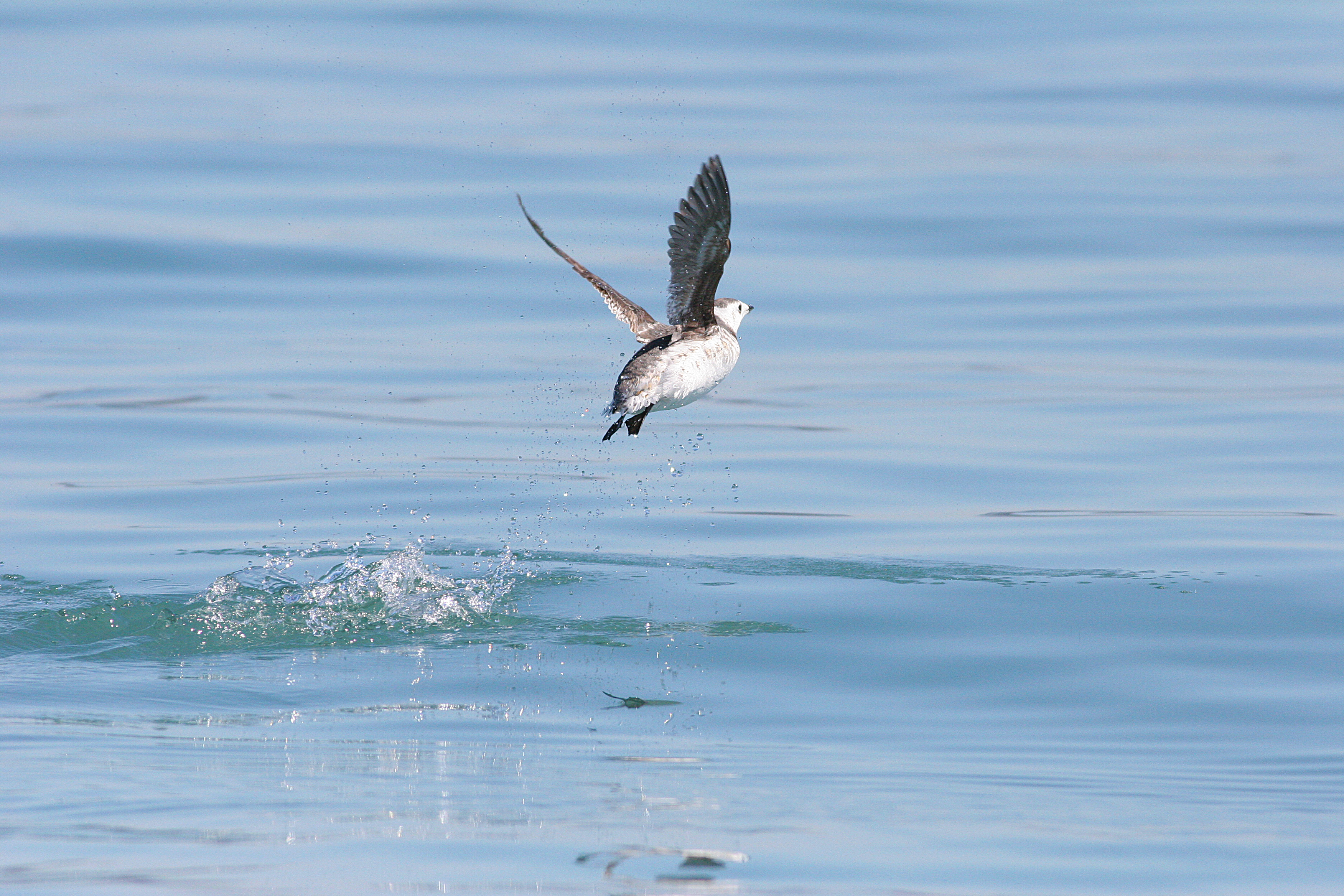
Brunalka i vinterdräkt i Wrangell-St. Elias nationalpark.

## Läte
Lätena liknar marmoralkan, men hörs mer sällan med endast dämpade och låga klagande ljud.

## Utbredning och systematik
Brunalkan förekommer huvudsakligen utmed kusterna i Berings hav, men även något norrut in i Tjuktjerhavet och söderut till Alaskagolfen. I Ryssland hittas den på Wrangelön, östra Tjuktjerhalvön i Tjuktjerhavet västerut till Kap Schmidta och söderut till norra Ochotska havet och östra Kamtjatkahalvön. Den påträffas även i Alaska från strax öster om Kap Lisburne söderut till Aleuterna och österut till Glacier Bay och Stikinefloden. Vintertid förekommer den huvudsakligen nära häckningsområdena, men på den asiatiska sidan också ner till norra Kurilerna. Den har även noterats utanför Hokkaido i norra Japan.

## Levnadssätt
Brunalkan ses födosöka nära kusten, framför allt i vatten kring strömmande utlopp från glaciärer. Födan består av fisklarver, krill och andra små zooplankton, men ungarna matas med större fiskar som den bär i näbben. 

### Häckning
Brunalkan är en av de minst kända alkorna vad gäller häckningsbiologi. Liksom dess nära släkting marmoralkan, och till skillnad från de flesta övriga alkor, hittas den inte i kolonier vid kusten. Istället häckar inåt landet i bergstrakter över trädgränsen. Det enda lägget läggs direkt på marken på en sydlänt sluttning, ofta nära snöfält. Ungen tappar dunet på kroppen först endast tolv timmar innan den lämnar boet, en anpassning för att undvika upptäckt från predatorer i den utsatta miljön. Detta förklarar också den adulta fågelns ovanligt kryptiska fjäderdräkt som fungerar som ett kamouflage, likaså att brunalkan är ovanligt tystlåten även i häckningsområdet.
När ungen är flygg antas det att den flyger till havet, men det har också föreslagits att den når dit via floder. Därefter tros den klara sig helt på egen hand, eftersom ingen ungfågel har setts intill en adult fågel vid kusten. Brunalkan börjar häcka först vid två till fyra års ålder och häckar möjligen inte varje år. 

## Status och hot
Från att tidigare ha betraktats som livskraftig ändrade internationella naturvårdsunionen IUCN brunalkans hotstatus drastiskt till akut hotad efter studier som avslöjade att den minskade mycket kraftigt i antal. Tio år senare nedgraderades den till nära hotad när nya undersökningar visade att den inte minskade fullt så kraftigt som man tidigare trott. Världspopulationen uppskattas till mellan 32 000 och 55 000 vuxna individer.